# Stardust (sonda)
Stardust (slovensko Zvezdni prah) je ameriška vesoljska sonda agencije NASA, katere prvotni namen je bil raziskovanje sestave kometa Wild 2 in njegove kome. Sonda je bila izstreljena 7. februarja 1999, letela je mimo kometa ter zbirala vzorce, po 5·109 prepotovanih kilometrih pa je 15. januarja 2006 v letu mimo Zemlje odvrgla kapsulo z nabranimi vzorci. To je bila prva misija, ki je uspela zbrati kozmični prah in ga poslati na Zemljo.
Leta 2007 je bila sonda preusmerjena proti kometu Tempel 1, ki ga je leta 2005 obiskala sonda Deep Impact in izstrelila vanj izstrelek, vendar zaradi prahu ni mogla posneti jasnih slik. 15. februarja 2011 je Stardust prestregla Tempel 1 na razdalji 237 km in poslala na Zemljo slike kometa s kraterjem. To je bil prvi ponoven obisk kometa v zgodovini vesoljskih poletov.